# Sanoker Land
Das Sanoker Land (polnisch: Ziemia Sanocka; lat.: terra et districtus sanociensis) war von 1340 bis 1772 ein Teilgebiet der Woiwodschaft Ruthenien im Rahmen des Polnisch-Litauischen Reiches.

## Geographie
Es lag im äußersten Süden Polen-Litauens an den Flüssen San und Wisłok im vorkarpathischen Hügelland (Dynów-Gebirge und Przemyśl-Gebirge im Norden, Sanoker Flachland im Zentrum, Bieszczady im Süden).
In dem Gebiet liegen heute die polnischen Kreise Sanok, Brzozów, Lesko (vollständig) sowie die kreisfreien Städte Krosno und Rzeszów (teilweise).
Im 16. Jahrhundert hatte das Land etwa 4000 Quadratkilometer Fläche.

Sanoker Land auf einer modernen Karte mit topografischem Hintergrund
Städte und älteste Dörfer (Erwähnung bis zum Jahr 1400)

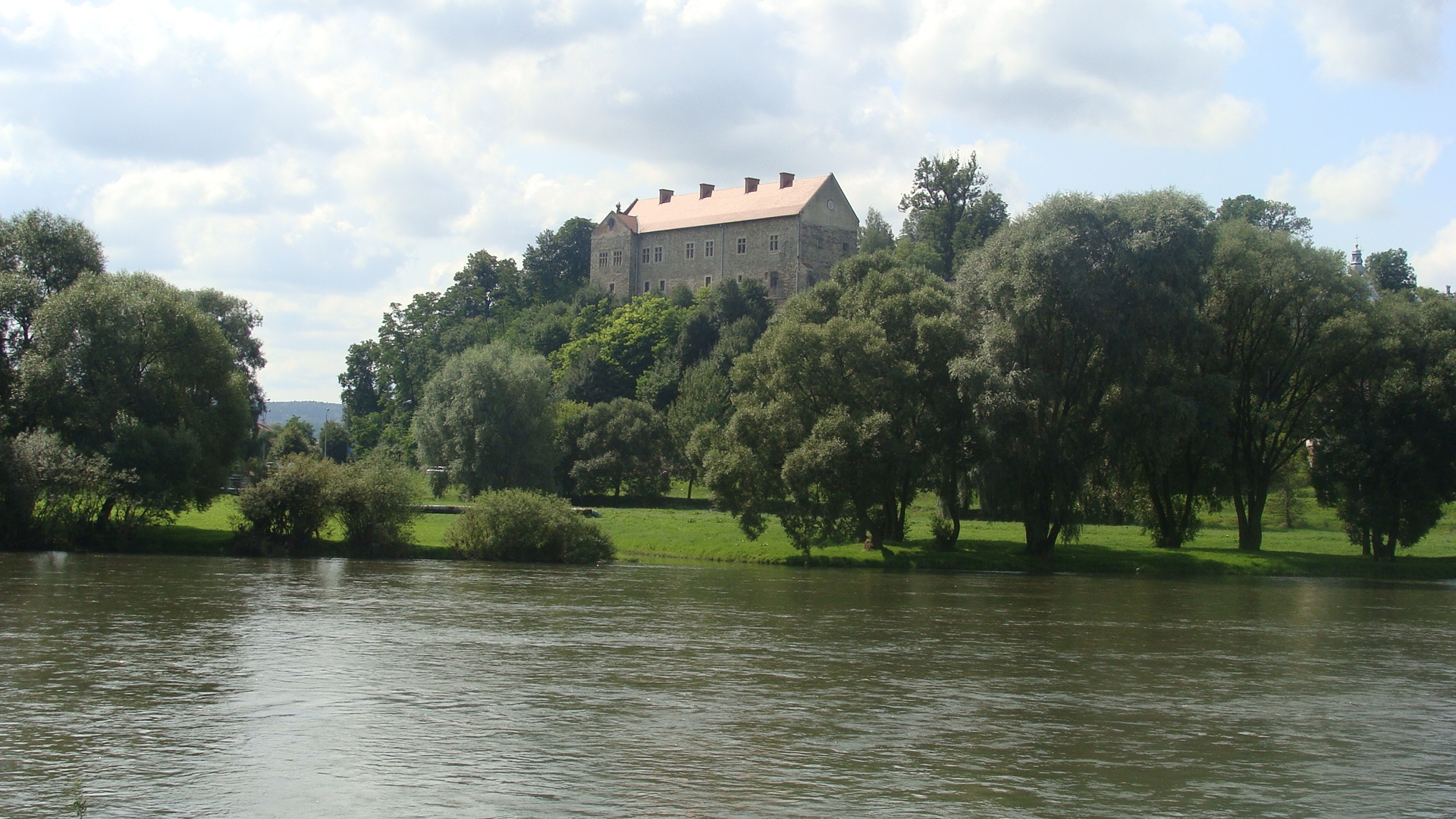
Sanoker Königsschloss Der Oberhof des deutschen Rechts auf der Burg zu Sanok (1425–1553)

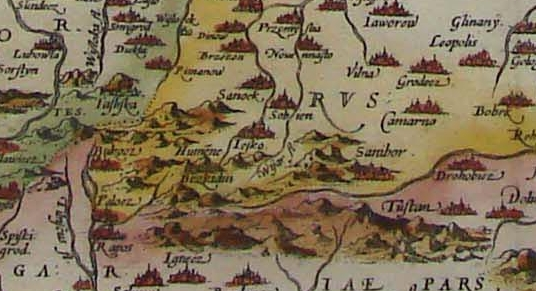
Sanok (Sanock) an der alte Karte von Polen. "Poloniae finitimarumque locorum descriptio" von Wacław Grodecki. 1579

## Geschichte
Vor dem Jahr 1340 wurden nur zwei Orte (Sanok und Trepcza) urkundlich erwähnt, jedoch schätzte der Historiker Adam Fastnacht die Zahl der bestehenden Siedlungen vor diesem Jahr auf unter 100, etwa 20 % der später erwähnten Orte.
Es gab zwei Siedlungskammern: Am westlichen Rand um Krosno befand sich eine Verlängerung der Besiedlung von der polnischen Seite des Sanoker Flachlands um Jasło, auf Grund der Onomastik und der Spuren des traditionellen polnischen Rechts mehr von Westslawen bzw. Polen geprägt. Das kleinere Gebiet um Sanok hatte durch den San-Tal eine Verbindung mit der großen Siedlungskammer um Przemyśl, der im 13. Jahrhundert von der orthodoxen ostslawisch-ukrainischen Bevölkerung aus der Umgebung von Sambor (Sambir) besiedelt wurde.
Im Jahr 1339 begann mit der Erteilung des Magdeburger Stadtrechts in Sanok die deutschrechtliche Kolonisation. Das Gründungsprivileg belegt auch die Anwesenheit deutscher und ungarischer Bewohner in der Stadt, neben Ruthenen und Polen. Sie lebten bis zum 15. Jahrhundert auch in anderen Städten, dazu kam eine steigende jüdische Zuwanderung in der Neuzeit. Bis zum Ende des 14. Jahrhunderts wurden insgesamt 5 Städte (außer Sanok, Krosno, Tyczyn, Brzozów und Zarszyn) und 19 Dörfer auf deutschem Recht gegründet. Diese Welle der Besiedlung bildete den größten Anteil der ländlichen deutschsprachigen Bevölkerung, die die meisten Spuren um die Städte Krosno und Rymanów (siehe Walddeutsche) hinterließ. Das Gericht auf dem Sanoker Königsschloss (1425) wird Obergerichtshof für zahlreiche deutschrechtliche Städte und Dörfer (bis 1553). Später folgte in den Gebirgen die Kolonisation auf Walachischem Recht (siehe Lemkenland). Das Goldene Zeitalter des Landes war zwischen den Jahren 1500 und 1650. Die Zahl der Orte stieg auf 16 Städte und über 442 Dörfer. Die nächste 150 Jahre wurden als Ruin und [Überwucherung durch] Vegetation bezeichnet.
Die orthodoxe Bevölkerung gehörte der Eparchie Peremyschl, die Römisch-Katholiken zum Bistum Przemyśl. Im Jahr 1375 gab es im Land nur 10 römisch-katholische Kirchen (3 in den Städten: Brzozów, Krosno und Sanok, vielleicht auch in Tyczyn; 7 in den Dörfern: Blizne, Cergowa, Domaradz, Górki, Rogi, Równe, Bukowsko).
Im Jahr 1765 gab es 6 jüdische Gemeinden: Bukowsko, Dynów, Lesko, Nowotaniec, Rymanów, Sanok.